# Női 3000 méteres gyorskorcsolya az 1964. évi téli olimpiai játékokon
Az 1964. évi téli olimpiai játékokon a gyorskorcsolya női 3000 méteres versenyszámát február 2-án rendezték az Olimpiai Jégcsarnokban. Az aranyérmet a szovjet Ligyija Szkoblikova nyerte meg. A második helyen holtverseny született, bronzérmet nem osztottak ki. A Magyarországot képviselő Ihász Sándorné a 18. helyen végzett.

## Rekordok
A versenyt megelőzően a következő rekordok voltak érvényben:
| Világrekord     | Inga Artamonova (URS)     | 5:06,0 | Medeo, Szovjetunió                      | 1962. január 28.  |
| Olimpiai rekord | Ligyija Szkoblikova (URS) | 5:14,3 | Squaw Valley, Amerikai Egyesült Államok | 1960. február 23. |

A versenyen új rekord nem született.

## Végeredmény
Mindegyik versenyző egy futamot teljesített, az időeredmények határozták meg a végső sorrendet. Az időeredmények másodpercben értendők. A rövidítések jelentése a következő:
- OR: olimpiai rekord

| Helyezés | Versenyző                    | Nemzet                      | Idő    |
| -------- | ---------------------------- | --------------------------- | ------ |
| Arany    | Ligyija Szkoblikova          | Szovjetunió (URS)           | 5:14,9 |
| Ezüst    | Han Philva                   | Észak-Korea (PRK)           | 5:18,5 |
| Ezüst    | Valentyina Sztyenyina        | Szovjetunió (URS)           | 5:18,5 |
| 4.       | Klara Nesztyerova            | Szovjetunió (URS)           | 5:22,5 |
| 5.       | Kaija Mustonen               | Finnország (FIN)            | 5:24,3 |
| 6.       | Nagakubo-Takamizava Hacue    | Japán (JPN)                 | 5:25,4 |
| 7.       | Kim Song-Soon                | Észak-Korea (PRK)           | 5:25,9 |
| 8.       | Doreen McCannell             | Kanada (CAN)                | 5:26,4 |
| 9.       | Christina Lindblom-Scherling | Svédország (SWE)            | 5:27,6 |
| 10.      | Kaija-Liisa Keskivitikka     | Finnország (FIN)            | 5:29,4 |
| 11.      | Jeanne Ashworth              | Egyesült Államok (USA)      | 5:30,3 |
| 12.      | Takano Jaszuko               | Japán (JPN)                 | 5:30,4 |
| 13.      | Bak Wol-Ja                   | Észak-Korea (PRK)           | 5:30,8 |
| 14.      | Inger Eriksson               | Svédország (SWE)            | 5:32,6 |
| 15.      | Gunilla Jacobsson            | Svédország (SWE)            | 5:39,2 |
| 16.      | Takahasi Kaneko              | Japán (JPN)                 | 5:39,6 |
| 17.      | Rita Blankenburg             | Egyesült Német Csapat (EUA) | 5:40,8 |
| 18.      | Ihász Sándorné               | Magyarország (HUN)          | 5:41,4 |
| 19.      | Kim Küdzsin                  | Dél-Korea (KOR)             | 5:41,6 |
| 20.      | Tsedenjavyn Lkhamjav         | Mongólia (MGL)              | 5:42,6 |
| 21.      | Inge Lieckfeldt              | Egyesült Német Csapat (EUA) | 5:42,7 |
| 21.      | Sylvia White                 | Egyesült Államok (USA)      | 5:42,7 |
| 23.      | Barb Lockhart                | Egyesült Államok (USA)      | 5:43,2 |
| 24.      | Doreen Ryan                  | Kanada (CAN)                | 5:46,5 |
| 25.      | Adelajda Mroske              | Lengyelország (POL)         | 5:47,1 |
| 26.      | Helena Pilejczyk             | Lengyelország (POL)         | 5:47,3 |
| 27.      | Willy de Beer                | Hollandia (NED)             | 5:49,9 |
| 28.      | Erika Heinicke               | Egyesült Német Csapat (EUA) | 5:56,0 |